# Mauna reprobata
Mauna reprobata là một loài bướm đêm trong họ Geometridae.